# Ыйсмяэ
Ы́йсмяэ (эст. Õismäe — «Цветущая гора») — микрорайон в районе Хааберсти города Таллина, столицы Эстонии.

## География

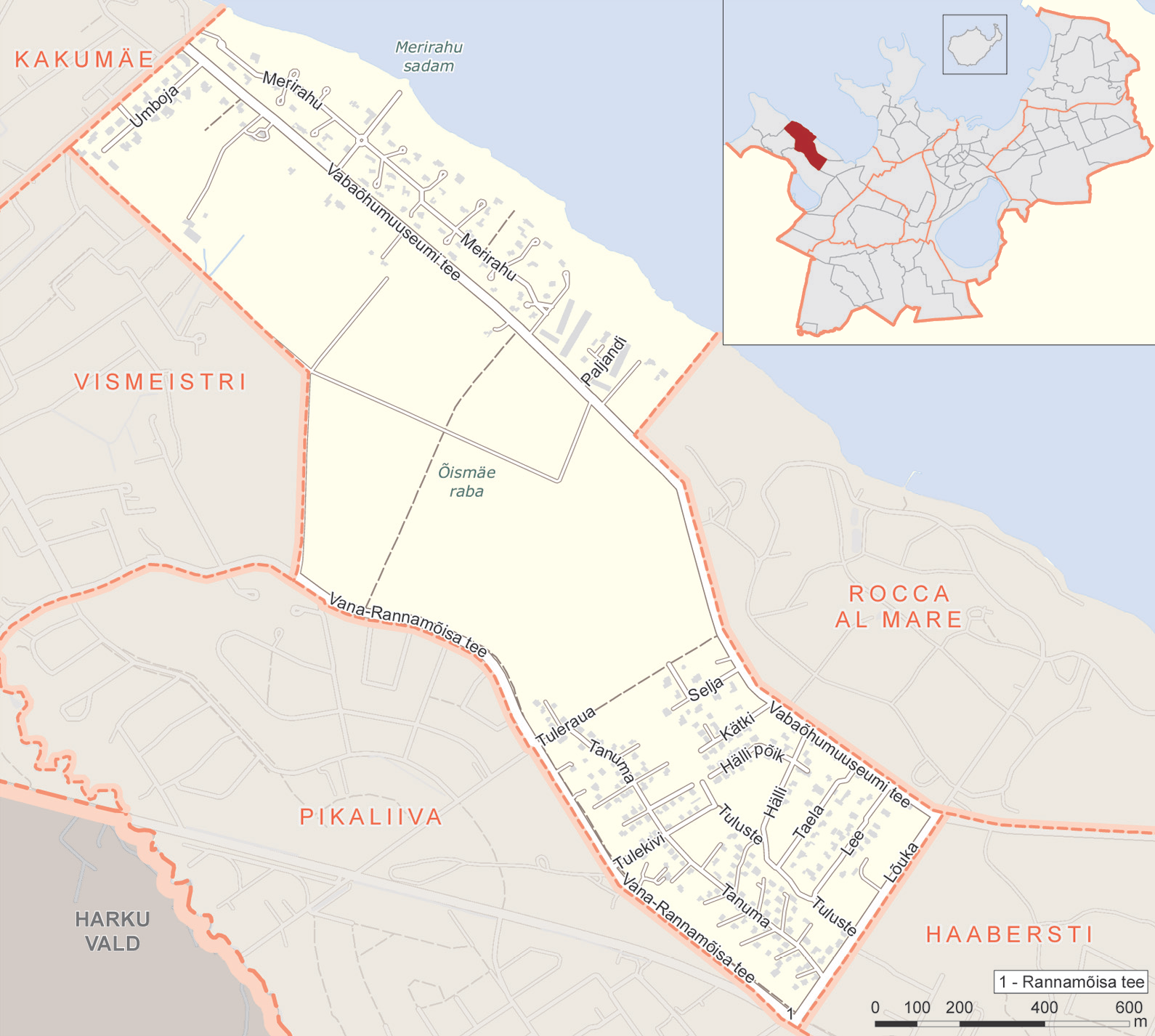
Карта микрорайона Ыйсмяэ

Расположен на берегу Коплиского залива и граничит с микрорайонами Какумяэ, Висмейстри, Пикалийва, Хааберсти и Рокка-аль-Маре. Представляет собой город-сад, застроенный частными особняками и коттеджами. Включает в себя верховое болото Ыйсмяэ (40 га). Площадь микрорайона — 1,78 км². Плотность населения на 1 января 2023 года — 739,98 чел/км².

## Улицы
Основные улицы микрорайона: Вабаыхумуузеуми, Вана-Раннамыйза, Мерираху, Танума, Тулусте.

## Население
| Численность населения микрорайона Ыйсмяэ на 1 января по данным Регистра народонаселения | Численность населения микрорайона Ыйсмяэ на 1 января по данным Регистра народонаселения | Численность населения микрорайона Ыйсмяэ на 1 января по данным Регистра народонаселения | Численность населения микрорайона Ыйсмяэ на 1 января по данным Регистра народонаселения | Численность населения микрорайона Ыйсмяэ на 1 января по данным Регистра народонаселения | Численность населения микрорайона Ыйсмяэ на 1 января по данным Регистра народонаселения | Численность населения микрорайона Ыйсмяэ на 1 января по данным Регистра народонаселения | Численность населения микрорайона Ыйсмяэ на 1 января по данным Регистра народонаселения |
| 2008                                                                                    | 2010                                                                                    | 2011                                                                                    | 2012                                                                                    | 2013                                                                                    | 2014                                                                                    | 2015                                                                                    | 2016                                                                                    |
| --------------------------------------------------------------------------------------- | --------------------------------------------------------------------------------------- | --------------------------------------------------------------------------------------- | --------------------------------------------------------------------------------------- | --------------------------------------------------------------------------------------- | --------------------------------------------------------------------------------------- | --------------------------------------------------------------------------------------- | --------------------------------------------------------------------------------------- |
| 852                                                                                     | ↗942                                                                                    | ↗982                                                                                    | ↗1051                                                                                   | ↗1074                                                                                   | ↗1117                                                                                   | ↗1210                                                                                   | ↗1234                                                                                   |
| 2017                                                                                    | 2018                                                                                    | 2019                                                                                    | 2020                                                                                    | 2021                                                                                    | 2022                                                                                    | 2023                                                                                    |                                                                                         |
| ↗1242                                                                                   | ↗1263                                                                                   | ↘1244                                                                                   | ↘1234                                                                                   | ↗1241                                                                                   | ↗1300                                                                                   | ↗1317                                                                                   |                                                                                         |

## История
Ранее местность Ыйсмяэ была известна также под немецким названием Хайсе Неэм (нем. Heise Nehm) и эстонским Ыйснеэме (эст. Õisneeme). Деревня под названием Ыйсмяэ, располагавшаяся к северо-западу от Музея под открытым небом, впервые упомянута в 1697 году. 
В хрониках 1646 года, написанных на немецком языке, были упомянуты сенокосные луга Хайсе Неэм (нем. Heuschlag Heise Nehm). В 1808 году упоминается хутор Эйсенеме (в 1868 году он упоминается как нем. Gesinde Eismäggi), а в 1873 году — мыза Эйсмяэ (нем. Hofstelle Öismäe).
В 1932 году к северу от Музея под открытом небом были распределены садовые участки. В 1937 году Государственный старейшина Эстонии Константин Пятс передал писателю Аугусту Мялку в пожизненное владение располагавшийся здесь хутор Лагле. Остальные хутора были распределены между многодетными семьями и государственными чиновниками.
Восточная часть деревни Ыйсмяэ была включена в городскую черту Таллина в 1958 году, а оставшаяся часть — в 1975 году. В 1960-х годах был составлен план возведения большого городского района Ыйсмяэ, куда бы входил Вяйке-Ыйсмяэ (Малый Ыйсмяэ) и Суур-Ыйсмяэ (Большой Ыйсмяэ — нынешний микрорайон Пикалийва). От этих планов отказались в 1980-х годах и микрорайону Пикалийва вернули его прежнее название.
В 2000 году в северной части Ыйсмяэ началось строительство роскошного жилого района «Мерираху» (эст. Merirahu — «Морской покой»), «эстонского Беверли-Хиллз». В порту Мерираху запланировано построить стоянку для яхт.

## Галерея

Микрорайон Ыйсмяэ
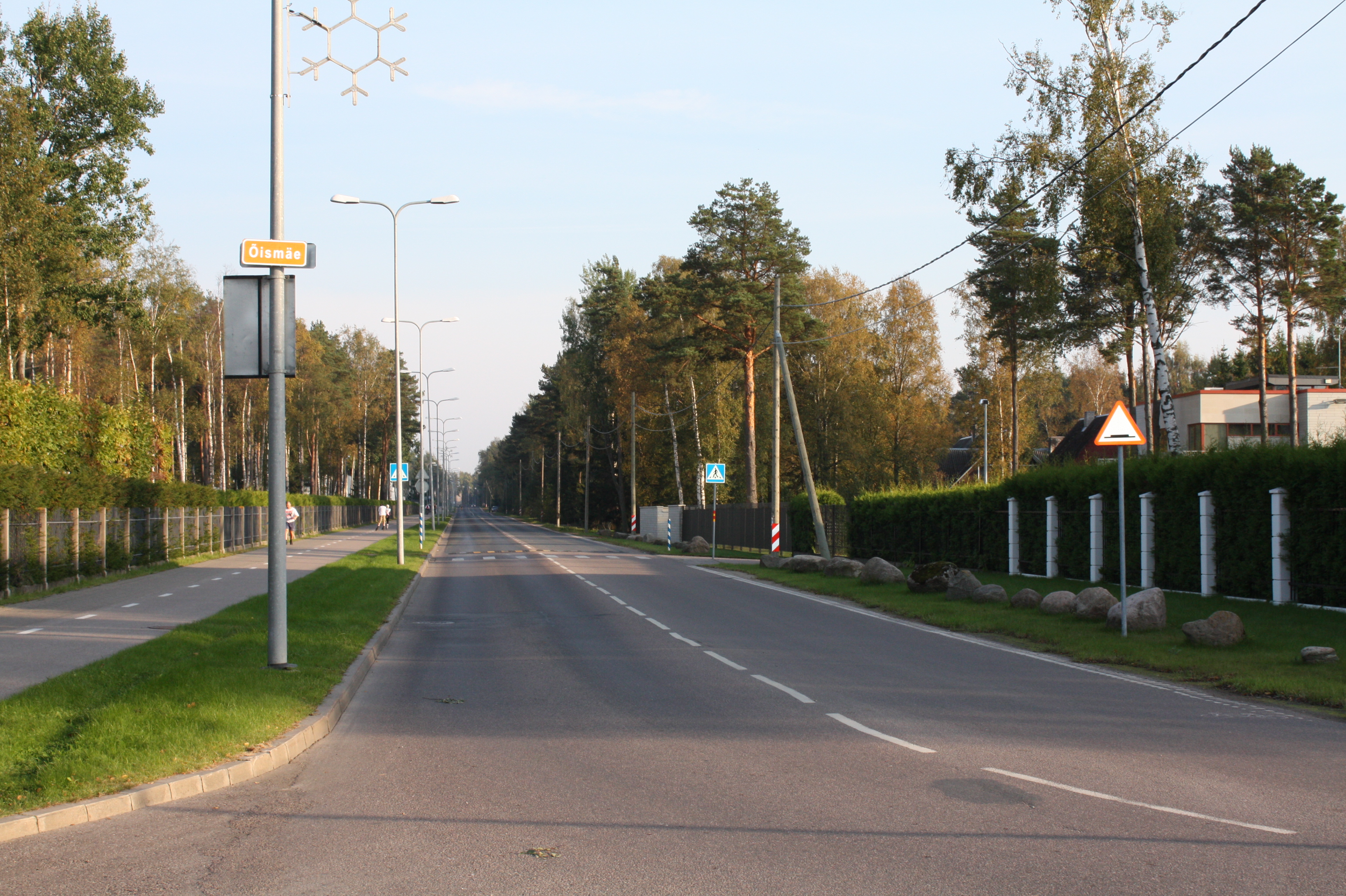
Въезд в микрорайон
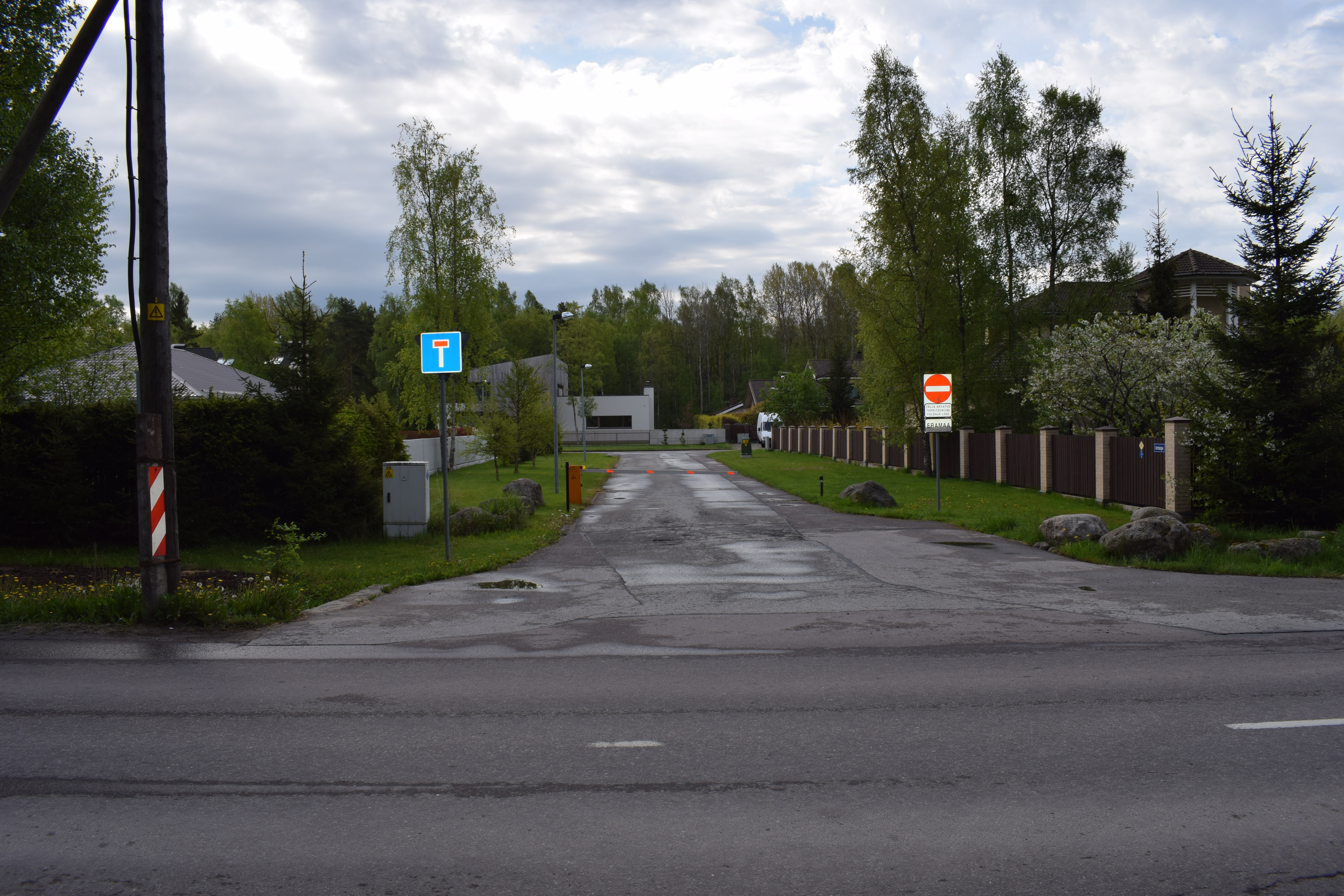
Улица Умбоя
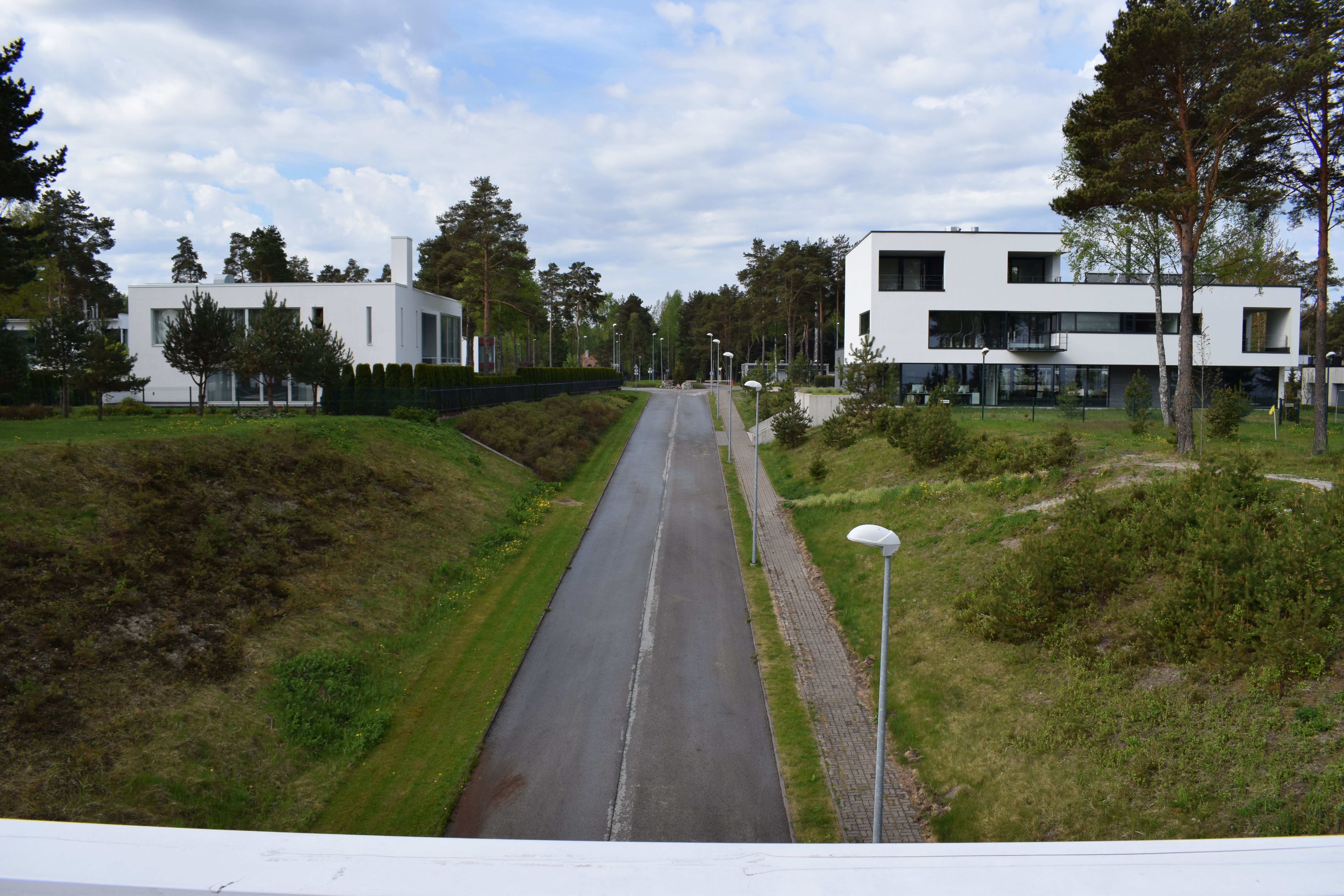
Улица Мерираху
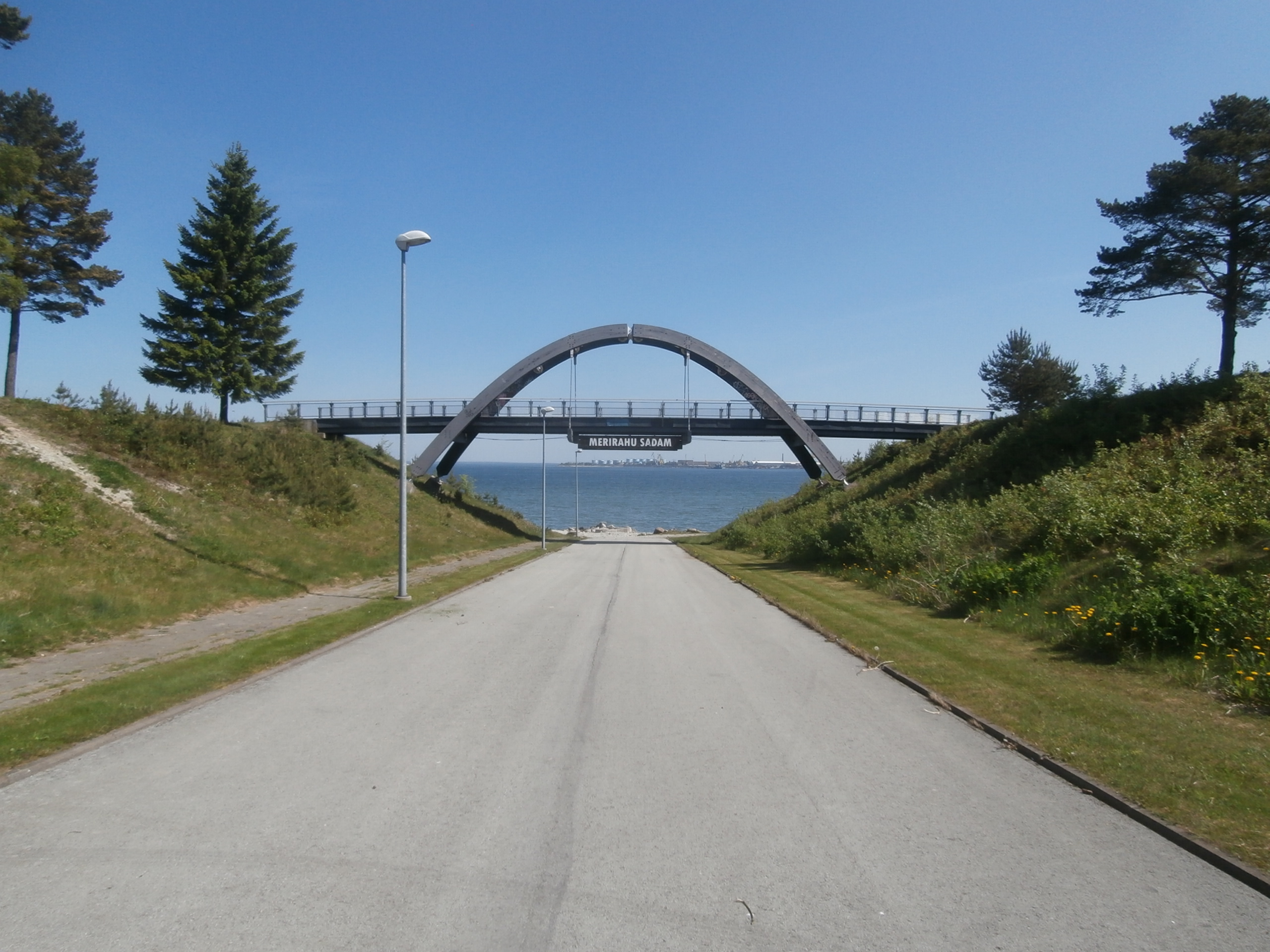
Дорога в порт Мерираху
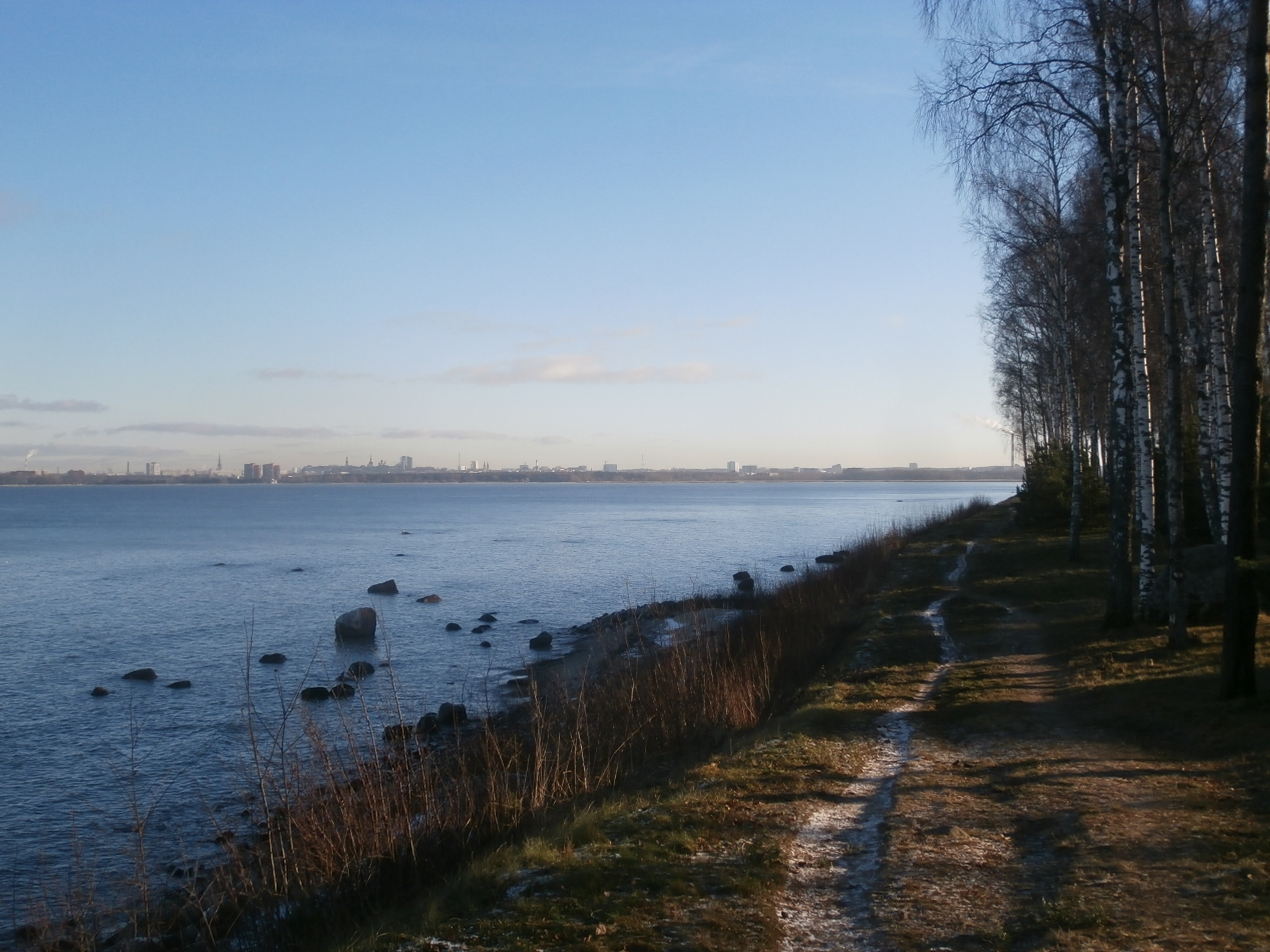
Коплиский залив в квартале Мерираху